# 馬勝連
馬勝連（1574年—1649年），和名勝連親方良繼，琉球國第二尚氏王朝政治家、三司官。
馬勝連是馬成龍（北溪親方良辰）之子，也是馬世榮（名護親方良員）之孫。1609年，薩摩入侵琉球，他與尚寧王以及其他大臣一起被俘虜到薩摩。慶長十六年（1611年），勝連、江曾、江洲、豐美城、池城、雲心六名琉球大臣連署，向島津家久遞交起請文，宣誓要永遠作為薩摩藩的附庸。據考證，勝連即為馬勝連，江曾即為英助祖（惠祖親方重政），江洲即為毛鳳朝（讀谷山親方盛韶），豐美城即為毛繼祖（豐見城親方盛續），池城即為毛鳳儀（池城親方安賴），雲心可能是菊隱宗意。
天啟三年（1623年），馬勝連以王舅的身份，與正議大夫林國用（瑞慶覽親雲上）一起出使明朝，慶賀明熹宗登基。崇禎二年己巳（1629年）十一月四日，馬勝連被任命為三司官，時年五十四歲。崇禎十六年癸未（1643年）十二月五日致仕，由其弟馬加美（大里親方良安）繼任。順治六年（1649年）卒，壽七十四。